# Dobrodošli
Dobrodošli (czarnog. Добродошли) – singel czarnogórskiej piosenkarki Niny Žižić, wydany 10 października 2024 roku. Utwór będzie reprezentować Czarnogórę w 69. Konkursie Piosenki Eurowizji (2025).

## Tło i kompozycja
Utwór został napisany przez Borisa Subotića oraz Violetę Mihajlovska a za produkcję odpowiadał Darko Dimitrow. Singel opowiada o kobiecej sile, wytrwałości i przezwyciężaniu życiowych trudności. Przedstawia emocjonalną podróż przez ból, stratę i odrodzenie, podkreślając wewnętrzną siłę kobiet.

## Konkurs Piosenki Eurowizji
10 października 2024 czarnogórski nadawca Radiotelevizija Crne Gore (RTCG), ujawnił że piosenka zakwalifikowała się do preselekcji Montesong 2024, który wyłoni reprezentanta Czarnogóry. 27 listopada w finale eliminacji piosenka zajęła 4. miejsce w rankingu jury a 1. miejsce u widzów, plasując ją w klasyfikacji na drugim miejscu. Pierwsze miejsce zajął wówczas zespół Neonoen, jednak 4 grudnia ogłosili że wycofują się z reprezentowania Czarnogóry. Pare dni później stacja ogłosiła, że na reprezentantkę wybrano Ninę Žižić z utworem „Dobrodošli”.

## Lista utworów
- Digital download[9]

1. „Dobrodošli” – 3:00